# Spiroctenus personatus
Spiroctenus personatus är en spindelart som beskrevs av Simon 1889. Spiroctenus personatus ingår i släktet Spiroctenus och familjen Nemesiidae. Inga underarter finns listade i Catalogue of Life.